# Рождественская ёлка (фильм)
«Рождественская ёлка» (фр. L'arbre de Noël) — французский драматический фильм 1969 года режиссёра Теренса Янга. Один из самых грустных фильмов 60-х.
Вольная экранизация одноимённого романа Мишеля Батая. Это один из последних фильмов Бурвиля, умершего в сентябре 1970 года.

## Сюжет
Бизнесмен Лоран и его сын Паскаль живут где-то во Франции. По пути на курорт вдовец Лоран встречается и влюбляется в прекрасную Кэтрин, но также узнаёт, что его сын умирает после того, как стал свидетелем взрыва самолёта с ядерным устройством внутри. Узнав об этом, Лоран решает сделать последние месяцы жизни своего единственного ребёнка максимально счастливыми.

## В ролях
- Уильям Холден — Лоран Сегур
- Брук Фуллер — Паскаль
- Вирна Лизи — Кэтрин
- Бурвиль — Верден
- Фридрих фон Ледебур — Верне
- Марио Феличиани — парижский доктор
- Жан-Пьер Кастальди — полицейский на мотоцикле

Есть две версии фильма. В первой Бурвиль говорит по-французски, а других актёров дублируют; в международной Бурвиль говорит по-английски с ярко выраженным акцентом. Версии немного различаются в плане кинематографического редактирования, а также в деталях сцен, снятых дважды.